# Leucocytozoon
Genre
Leucocytozoon est un genre d'apicomplexés, parasites d'insectes dont notamment les simulies (genre Simulium) et Culicoides. 
Ce parasite a pour hôtes intermédiaires de nombreux oiseaux.

## Liste d'espèces
- Leucocytozoon alcedinis
- Leucocytozoon alcedis
- Leucocytozoon anatis
- Leucocytozoon andrewsi
- Leucocytozoon anellobiae
- Leucocytozoon apiaster
- Leucocytozoon ardeolae
- Leucocytozoon artamidis
- Leucocytozoon anseris
- Leucocytozoon atkinsoni
- Leucocytozoon balmorali
- Leucocytozoon beaurepairei
- Leucocytozoon bennetti
- Leucocytozoon berestneffi
- Leucocytozoon bishopae
- Leucocytozoon bishopi
- Leucocytozoon bisi
- Leucocytozoon bonasae
- Leucocytozoon bouffardi
- Leucocytozoon brimonti
- Leucocytozoon bucerotis
- Leucocytozoon cambournaci
- Leucocytozoon capitonis
- Leucocytozoon caprimulgi Kérandel, 1913
- Leucocytozoon caulleryi
- Leucocytozoon centropi
- Leucocytozoon chloropsidis
- Leucocytozoon coccyzus
- Leucocytozoon colius
- Leucocytozoon communis
- Leucocytozoon coracinae
- Leucocytozoon costai
- Leucocytozoon dacelo
- Leucocytozoon danilewskyi Ziemann, 1898
- Leucocytozoon deswardti
- Leucocytozoon dinizi
- Leucocytozoon dubreuili  Mathis & Leger, 1911
- Leucocytozoon dutoiti
- Leucocytozoon enriquesi
- Leucocytozoon eurystomi
- Leucocytozoon francae
- Leucocytozoon francolini
- Leucocytozoon frascai
- Leucocytozoon fringillinarum Woodcock, 1910
- Leucocytozoon galli
- Leucocytozoon gallinarum
- Leucocytozoon gentili
- Leucocytozoon giovannolai
- Leucocytozoon greineri
- Leucocytozoon grusi
- Leucocytozoon hamiltoni
- Leucocytozoon huchzermeyeri
- Leucocytozoon ibisi
- Leucocytozoon icteris
- Leucocytozoon iowense
- Leucocytozoon irenae
- Leucocytozoon jakamowi
- Leucocytozoon kerandeli
- Leucocytozoon lairdi
- Leucocytozoon lanium
- Leucocytozoon laverani
- Leucocytozoon leboeufi
- Leucocytozoon leitaoi
- Leucocytozoon liothricis
- Leucocytozoon lovati
- Leucocytozoon maccluri
- Leucocytozoon macleani
- Leucocytozoon major
- Leucocytozoon majoris Laveran, 1902[2]
- Leucocytozoon mansoni
- Leucocytozoon marchouxi
- Leucocytozoon martini
- Leucocytozoon mathisi
- Leucocytozoon mcclurei
- Leucocytozoon melloi
- Leucocytozoon mesnili
- Leucocytozoon molpastis
- Leucocytozoon muscicapa
- Leucocytozoon mutus
- Leucocytozoon neavei
- Leucocytozoon nectariniae
- Leucocytozoon numidae
- Leucocytozoon oriolis
- Leucocytozoon otidis
- Leucocytozoon pittae
- Leucocytozoon pogoniuli
- Leucocytozoon pycnonoti
- Leucocytozoon rimondi
- Leucocytozoon roubaudi
- Leucocytozoon sabrazesi Mathis & Léger, 1911 [3]
- Leucocytozoon sakharoffi
- Leucocytozoon schoutedeni
- Leucocytozoon schuffneri
- Leucocytozoon simondi
- Leucocytozoon smithi
- Leucocytozoon squamatus
- Leucocytozoon struthionis
- Leucocytozoon sturni
- Leucocytozoon sunibdu
- Leucocytozoon tawaki
- Leucocytozoon timaliae
- Leucocytozoon toddi Sambon, 1908
- Leucocytozoon trachyphoni
- Leucocytozoon whitworthi
- Leucocytozoon ziemanni
- Leucocytozoon zosteropis